# سالم جبران
سالم جبران (باللغة العبرية: סאלם ג'ובראן)، هو شاعر وكاتب وصحفي فلسطيني من مواطني إسرائيل العرب، ولد في قرية البقيعة في الجليل عام 1941، عاش في مدينة الناصرة وتوفي فيها في 2011/12/19.  تلقى دراسته الابتدائية في مدرسة قريته البقيعة، وانهى الثانوية في العام 1962 في مدرسة يني يني في قرية كفر ياسيف وفي هذا الوقت انضم لصفوف الحزب الشيوعي الاسرائيلي، وبدأ بنشر قصائده الأولى في صحيفة الاتحاد، في العام 1967 تم اعتقاله وسجنه على خلفيه نشاطه السياسي، ومن ثم فرضت عليه الإقامة الجبرية. التحق بجامعة حيفا عام 1972 لإتمام دراسته الجامعية وهناك انهى دراسة اللقب الأول في الادب الانجليزي وتاريخ الشرق الاوسط.
اتجه بداية السبعينات إلى العمل الصحافي، وعمل محرراً في مجلة الجديد والاتحاد، ثم أصبح رئيساً لتحرير مجلة الغد وهي مجلة الشبيبة الشيوعية، وعين في عام 1990 رئيساً لجريدة الاتحاد اليومية، ثم أسس مجلة الثقافة وترأس تحريرها.
شغل منصب سكرتير الجبهة الديمقراطية للسلام والمساواة، انشق عن الحزب الشيوعي الإسرائيلي وقدم استقالته من صحيفة الاتحاد في العام 1993 جراء خلافات فكرية.
أصدر جبران ثلاثة دواوين شعرية هي «كلمات من القلب» عام 1971، و«قصائد غير محددة الإقامة» عام 1972، و«رفاق الشمس» عام 1975، إضافة إلى قصائد نشرت في ديوان الوطن المحتل ولم يتم جمعها في ديوان واحد. ترجمت الكثير من قصائده إلى لغات اجنبية منها الانجليزية والفرنسية والروسية والعبرية.

## انظر ايضاً
- سالم جبران شاعر الأرض والمقاومة، بقلم حبيب بولص. 2011